# Laia Oset Moncho
Laia Oset Moncho (nacida el 6 de noviembre de 1993 en Barcelona, España) es una jugadora de bádminton española. 

## Trayectoria
Nacida en Barcelona, España, en 1993, Laia practicó baloncesto, atletismo y gimnasia rítmica, hasta que comenzó a practicar bádminton a los 10 años en el Club Bádminton Bellaterra..
Trayectoria individual
Desde sus primeros pasos, Laia destacó a nivel territorial y, posteriormente, a nivel nacional. En 2008 fue becada como interna en el CTD de Asturias, especializándose en las modalidades de dobles femenino y dobles mixtos. Ese mismo año, junto a Zhao Min, se proclamó Campeona de España en la categoría de Dobles Femenino Sub-17.
En 2010 obtuvo una beca en el Centro de Alto Rendimiento de Madrid, donde entrenó con el equipo nacional durante dos años. Durante este periodo, participó en diversos campeonatos internacionales, entre ellos el Campeonato de Europa Junior (Vantaa, Finlandia) , en el que alcanzó los dieciseisavos de final en dobles femenino junto a Blanca Ibeas.
A lo largo de su carrera en categorías inferiores, Laia se coronó en varias ocasiones como Campeona de España en dobles femenino y alcanzó diversos subcampeonatos en dobles mixtos. En 2012, durante su último año como junior, se proclamó Campeona de España Absoluta en dobles femeninojunto a Blanca Ibeas. Posteriormente, en 2014, volvió a obtener el título de campeona de España en esa modalidad, esta vez junto a Noelia Jiménez.
Además, participó en los  Campeonatos de Europa Absolutos 2016  donde compitió en dobles femenino junto a la maltesa Fiorella Marie Sadowski y, en 2017, donde lo hizo junto a Lorena Uslé.
Trayectoria en campeonatos por equipos:
Laia debutó en la máxima división deportiva española con el Club Badminton Torrejón Paracuellos Saglas (2011-2013) y, posteriormente, en la máxima categoría italiana (Serie A) con el Badminton Club Milano (2014-2015).
En 2016 se proclamó Campeona de España de División de Honor con el Recreativo IES La Orden  y alcanzó la medalla de bronce por equipos en el Campeonato de Europa de Clubes celebrado en Tours, Francia.
Ese mismo año, participó en la Uber Cup 2016, el Campeonato del Mundo por Equipos, en Kunshan (China), haciendo historia junto a España, que clasificó por primera vez en este certamen y obtuvo la 13ª plaza

## Resultados internacionales
| Campeonatos Internacionales | Campeonatos Internacionales                              | Campeonatos Internacionales | Campeonatos Internacionales | Campeonatos Internacionales | Campeonatos Internacionales                 | Campeonatos Internacionales | Campeonatos Internacionales |
| Año                         | Torneo                                                   | Sede                        | Modalidad                   | Pareja                      | Adversarios                                 | Puntuación                  | Resultado                   |
| --------------------------- | -------------------------------------------------------- | --------------------------- | --------------------------- | --------------------------- | ------------------------------------------- | --------------------------- | --------------------------- |
| 2011                        | European Junior Championships                            | Vantaa, Finlandia           | Dobles Femenino             | Blanca Ibeas                | Audrey Mittelheisser Lea Palermo            | 17-21 / 09-21               | R32                         |
| 2011                        | European Junior Championships                            | Vantaa, Finlandia           | Dobles Mixto                | Alberto Zapico              | Nathan Vervaeke Stephanie Van Wel           | 17-21 / 21-19 / 09-21       | R64                         |
| 2011                        | 1st Hungarian International Junior Championships 2011    | Pécs, Hungría               | Dobles Mixto                | Alberto Zapico              | Emre Vural Neslihan Arin                    | 17-21 / 14-21               | Medalla bronce              |
| 2011                        | 3rd VICTOR Portuguese International Junior Championships | Caldas da Rainha, Portugal  | Dobles Femenino             | Blanca Ibeas                | Nadia Frankhauser Michelle Schar            | 21-10 / 21-14               | Medalla Oro                 |
| 2011                        | 3rd VICTOR Portuguese International Junior Championships | Caldas da Rainha, Portugal  | Dobles Mixto                | Alberto Zapico              | Blanca Ibeas Aitor Arraiza                  | 11-21 / 19-21               | Medalla plata               |
| 2012                        | VII Spanish Junior International                         | La Rinconada, España        | Dobles Femenino             | Blanca Ibeas                | Isabel Fernández María Vijande              | 21-07 / 21-10               | Medalla Oro                 |
| 2012                        | VII Spanish Junior International                         | La Rinconada, España        | Dobles Mixto                | Alberto Zapico              | Oliver Schaller Oceane Varrin               | 22-20 / 21-17               | Medalla Oro                 |
| 2013                        | XIII Italian International                               | Roma, Italia                | Dobles Femenino             | Blanca Ibeas                | Jacqueline Guan Gronya Somerville           | 16-21 / 17-21               | R16                         |
| 2014                        | Spanish Open                                             | Madrid, España              | Dobles Femenino             | Noelia Jiménez              | Maiken Fruergaard Sara Thygesen             | 9-21 / 9-21                 | R16                         |
| 2014                        | XIV Italian International 2014                           | Roma, Italia                | Dobles Mixto                | Wisnu Haryo Putro           | Vitalij Durkin Nina Vislova                 | 21-19 / 14-21 / 7-21        | QF                          |
| 2015                        | Yonex Italian International                              | Milán, Italia               | Dobles Mixto                | Wisnu Haryo Putro           | Rodion Kargaev Ekaterina Malkova            | 21-17 / 13-21 / 16-21       | R16                         |
| 2016                        | FZ Forza Irish Open                                      | Dublín, Irlanda             | Dobles Femenino             | Lorena Uslé                 | Sophie Brown Sarah Walker                   | 16-21 / 14-21               | QF                          |
| 2016                        | XXIX Spanish International                               | Madrid, España              | Dobles Femenino             | Noelia Jiménez              | Irina Amalie Andersen Julie Dawall Jakobsen | 15-21 / 20-22               | R16                         |
| 2016                        | 2016 European Championships                              | La Roche-sur-Yon, Francia   | Dobles Femenino             | Fiorella Marie Sadowski     | Agnes Korosi Orsolya Varga                  | 14-21 / 12-21               | R32                         |
| 2017                        | 2017 European Championships                              | Kolding, Dinamarca          | Dobles Femenino             | Lorena Uslé                 | Jenny Mairs Victoria Williams               | 18-21 / 11-21               | R32                         |

| Campeonatos Internacionales por Equipos | Campeonatos Internacionales por Equipos | Campeonatos Internacionales por Equipos | Campeonatos Internacionales por Equipos | Campeonatos Internacionales por Equipos | Campeonatos Internacionales por Equipos | Campeonatos Internacionales por Equipos | Campeonatos Internacionales por Equipos |
| Año                                     | Torneo                                  | Sede                                    | Modalidad                               | Adversario                              | Ronda                                   | Resultado                               | Resultado final                         |
| --------------------------------------- | --------------------------------------- | --------------------------------------- | --------------------------------------- | --------------------------------------- | --------------------------------------- | --------------------------------------- | --------------------------------------- |
| 2011                                    | European Junior Championships           | Vantaa, Finlandia                       | Equipos mixtos                          | Israel                                  | Grupos                                  | 4-1                                     | 9ª                                      |
| 2011                                    | European Junior Championships           | Vantaa, Finlandia                       | Equipos mixtos                          | Bélgica                                 | Grupos                                  | 5-0                                     | 9ª                                      |
| 2011                                    | European Junior Championships           | Vantaa, Finlandia                       | Equipos mixtos                          | Ucrania                                 | Grupos                                  | 2-3                                     | 9ª                                      |
| 2016                                    | 2016 European Club Championships        | Issy-Les-Moulineaux, Francia            | Equipos mixtos                          | BAD 79 Anderlecht                       | Grupos                                  | 5-0                                     | Medalla bronce                          |
| 2016                                    | 2016 European Club Championships        | Issy-Les-Moulineaux, Francia            | Equipos mixtos                          | Issy Les Moulineaux BC 92               | Grupos                                  | 2-3                                     | Medalla bronce                          |
| 2016                                    | 2016 European Club Championships        | Issy-Les-Moulineaux, Francia            | Equipos mixtos                          | ACD Che Lagoense                        | Grupos                                  | 4-1                                     | Medalla bronce                          |
| 2016                                    | 2016 European Club Championships        | Issy-Les-Moulineaux, Francia            | Equipos mixtos                          | Calvi Network Milano                    | QF                                      | 3-1                                     | Medalla bronce                          |
| 2016                                    | 2016 European Club Championships        | Issy-Les-Moulineaux, Francia            | Equipos mixtos                          | BC Chambly Oise                         | SF                                      | 1-3                                     | Medalla bronce                          |
| 2016                                    | 2016 Thomas & Uber Cup                  | Kunshan, China                          | Equipos femeninos                       | Dinamarca                               | Grupos                                  | 1-4                                     | 13ª                                     |
| 2016                                    | 2016 Thomas & Uber Cup                  | Kunshan, China                          | Equipos femeninos                       | China                                   | Grupos                                  | 0-5                                     | 13ª                                     |
| 2016                                    | 2016 Thomas & Uber Cup                  | Kunshan, China                          | Equipos femeninos                       | Malasia                                 | Grupos                                  | 2-3                                     | 13ª                                     |

## Resultados nacionales
| Campeonatos de España | Campeonatos de España                   | Campeonatos de España | Campeonatos de España | Campeonatos de España       | Campeonatos de España            | Campeonatos de España | Campeonatos de España |
| Año                   | Torneo                                  | Sede                  | Modalidad             | Pareja                      | Adversarios                      | Puntuación            | Resultado             |
| --------------------- | --------------------------------------- | --------------------- | --------------------- | --------------------------- | -------------------------------- | --------------------- | --------------------- |
| 2008                  | Campeonato de España Sub-15             | Granollers            | Dobles Femenino       | Elena Olmos                 | Raquel Hoskin Blanca Ibeas       |                       | Medalla plata         |
| 2008                  | Campeonato de España Sub-15             | Granollers            | Individual Femenino   | -                           | Carolina Marín                   |                       | Medalla bronce        |
| 2008                  | Campeonato de España Cadete             | Gijón                 | Individual Femenino   | -                           | Carolina Marín                   |                       | Medalla bronce        |
| 2010                  | rowspan="2" Campeonato de España Sub-17 | Xativa                | Dobles Femenino       | Zhao Min                    | Lara Lucas Elena Olmos           | 17-21 / 21-12 / 21-15 | Medalla Oro           |
| 2010                  | Dobles Mixto                            | Xativa                | Alberto Zapico        | Raquel Hoskin Aitor Arraiza | 19-21 / 23-21 / 21-14            | Medalla plata         |                       |
| 2011                  | Campeonato de España Sub-19             | La Coruña             | Dobles Femenino       | Blanca Ibeas                | Laura Samaniego María Vijande    | 21-18 / 21-18         | Medalla Oro           |
| 2011                  | Campeonato de España Sub-19             | La Coruña             | Dobles Mixto          | Alberto Zapico              | Alejandro Toro Blanca Ibeas      | 21-15 / 18-21 / 18-21 | Medalla plata         |
| 2011                  | Campeonato de España Absoluto           | Torrejón de Ardoz     | Dobles Femenino       | Blanca Ibeas                | Noelia Jiménez Paula Rodríguez   | 7-21 / 17-21          | Medalla bronce        |
| 2012                  | Campeonato de España Sub-19             | La Estrada            | Dobles Femenino       | Blanca Ibeas                | Laura Samaniego María Vijande    | 21-10 / 21-06         | Medalla Oro           |
| 2012                  | Campeonato de España Absoluto           | Huesca                | Dobles Femenino       | Blanca Ibeas                | Noelia Jiménez Sandra Chirlaque  | 28-26 / 27-25         | Medalla Oro           |
| 2012                  | Campeonato de España Absoluto           | Huesca                | Dobles Mixto          | Alberto Zapico              | Vicent Martínez Sandra Chirlaque | 22-24 / 17-21         | Medalla bronce        |
| 2013                  | Campeonato de España Absoluto           | La Estrada            | Dobles Femenino       | Noelia Jiménez              | Laura Molina Haidee Ojeda        | 14-21 / 14-21         | Medalla plata         |
| 2014                  | Campeonato de España Absoluto           | Jaén                  | Dobles Femenino       | Noelia Jiménez              | Laura Molina Haidee Ojeda        | 19-21 / 21-14 / 21-18 | Medalla Oro           |
| 2016                  | Campeonato de España Absoluto           | Santander             | Dobles Femenino       | Lorena Uslé                 | Noelia Jiménez Blanca Ibeas      | 18-21 / 12-21         | Medalla plata         |
| 2017                  | Campeonato de España Absoluto]          | Ronda                 | Dobles Femenino       | Lorena Uslé                 | Laura Molina Haidee Ojeda        | 12-16 / 18-21 / 12-21 | Medalla plata         |
| 2021                  | Campeonato de España Absoluto           | Cartagena             | Dobles Femenino       | Laura Santos                | Ania Setién Lucía Rodríguez      | 14-21 / 10-21         | Medalla bronce        |

| Liga de Clubes | Liga de Clubes    | Liga de Clubes                             | Liga de Clubes |
| Temporada      | Categoría         | Equipo                                     | Resultado      |
| -------------- | ----------------- | ------------------------------------------ | -------------- |
| 2008-2009      | Primera Nacional  | Club Badminton Oviedo                      | Medalla plata  |
| 2009-2010      | División de Honor | Club Badminton Oviedo                      | 6º grupo B     |
| 2010-2011      | Primera Nacional  | Club Badminton Oviedo                      | R8             |
| 2011-2012      | División de Honor | Club Badminton Torrejón Paracuellos Saglas | Medalla bronce |
| 2012-2013      | División de Honor | Club Badminton Torrejón Paracuellos Saglas | Medalla bronce |
| 2013-2014      | Primera Nacional  | Club Badminton Leganés                     | Medalla bronce |
| 2014-2015      | Serie A           | Alba Shuttle (Cedida por BC Milano)        | 7º general     |
| 2015-2016      | División de Honor | Recreativo IES La Orden                    | Medalla Oro    |
| 2016-2017      | División de Honor | Club Badminton Pitiús                      | 4º grupo A     |
| 2017-2018      | División de Honor | Club Badminton Pitiús                      | 4º general     |
| 2018-2019      | Top8 LaLigaSports | Club Badminton Pitiús                      | Medalla bronce |
| 2019-2020      | Serie A           | Alba Shuttle                               | 9º general     |
| 2020-2021      | División de Honor | Club Badminton Pitiús                      | Medalla plata  |
| 2021-2022      | División de Honor | Club Badminton Pitiús                      | 4º grupo B     |

## Premios
Mejor deportista Absoluta Cerdanyola del Vallés (2014)